# Anaspis insularis
Anaspis insularis es una especie de coleóptero de la familia Scraptiidae.

## Distribución geográfica
Habita en Rodas (Grecia).